# Кот-Вермей

Местоположение на карте департамента

Кот-Вермей (фр. Côte Vermeille, также Коста-Бермеха, исп. Costa Bermeja) — естественная область и южная часть исторического района Каталонии Руссильон, который сейчас находится на территории современного французского департамента Восточные Пиренеи. Площадь 78 км². Население 14 663 чел. (на 1999 год). Состоит из 4 коммун.

## Состав
Список коммун и их население (2007):
- Cotlliure — 2 994
- Banyuls de la Marenda — 4 414
- Cervera de la Marenda — 4 644
- Portvendres — 1 571